# Roberta Gitani
Roberta Gitani (Cagliari, 5 settembre 1963) è un'ex cestista e allenatrice di pallacanestro italiana.
Playmaker di 160 cm, ha giocato in Serie A1 con Priolo Gargallo.

## Carriera
Dopo l'esperienza in Serie B con Cagliari, ha legato la sua carriera da giocatrice alla Trogylos, prima in A2 e poi in A1. Ha vinto uno scudetto e ha disputato la Coppa Ronchetti, fermandosi per gravidanza dopo aver vinto il campionato. Dopo una stagione alla Cestistica Ragusa, ha giocato con la società satellite Cstl Basket Catania. Nel 1996-1997, gioca con l'Aprile Augusta, con cui è riconfermata nelle stagioni seguenti malgrado un infortunio.
Allena il settore giovanile de Il Sorriso Priolo. Nel 2015-2016 è presidentessa della nuova società priolese, La Fenice, che disputa il campionato amatoriale Open e i campionati giovanili; ne allena il settore giovanile e gioca anche un paio di partite in prima squadra.

## Statistiche

### Statistiche in campionato
Dati aggiornati al 30 giugno 1992
| Stagione        | Squadra         | Competizione    | Partite | Partite | Partite | Statistiche tiro | Statistiche tiro | Statistiche tiro | Altre statistiche | Altre statistiche | Altre statistiche | Altre statistiche | Altre statistiche |
| Stagione        | Squadra         | Competizione    | Pres.   | Titol.  | Minuti  | Tiri da 2        | Tiri da 3        | Liberi           | Rimb.             | Assist            | Rubate            | Stopp.            | Punti             |
| --------------- | --------------- | --------------- | ------- | ------- | ------- | ---------------- | ---------------- | ---------------- | ----------------- | ----------------- | ----------------- | ----------------- | ----------------- |
| 1986-1987       | Polenghi Priolo | Serie A1        | 32      |         |         |                  |                  |                  |                   |                   |                   |                   | 161               |
| 1987-1988       | Ibla Priolo     | Serie A1        | 29      |         |         |                  |                  |                  |                   |                   |                   |                   | 162               |
| 1988-1989       | Enichem Priolo  | Serie A1        | 39      |         |         |                  |                  |                  |                   |                   |                   |                   | 150               |
| 1990-1991       | Enimont Priolo  | Serie A1        | 30      |         | 500     | 9/17             | 11/52            | 14/21            | 35                |                   | 52                |                   | 65                |
| 1991-1992       | Enichem Milano  | Serie A1        | 29      |         | 553     | 15/31            | 13/51            | 18/32            | 26                | 16                | 74                |                   | 87                |
| Totale carriera | Totale carriera | Totale carriera | 159     |         | 1.053   | 24/48            | 24/103           | 32/53            | 61                | 16                | 126               |                   | 625               |

### Statistiche nelle coppe europee
Dati aggiornati al 30 giugno 1990
| Stagione        | Squadra         | Competizione    | Partite | Partite | Partite | Statistiche tiro | Statistiche tiro | Statistiche tiro | Altre statistiche | Altre statistiche | Altre statistiche | Altre statistiche | Altre statistiche |
| Stagione        | Squadra         | Competizione    | Pres.   | Titol.  | Minuti  | Tiri da 2        | Tiri da 3        | Liberi           | Rimb.             | Assist            | Rubate            | Stopp.            | Punti             |
| --------------- | --------------- | --------------- | ------- | ------- | ------- | ---------------- | ---------------- | ---------------- | ----------------- | ----------------- | ----------------- | ----------------- | ----------------- |
| 1986-1987       | Polenghi Priolo | Ronchetti       | 3       |         |         |                  |                  |                  |                   |                   |                   |                   | 17                |
| 1987-1988       | Ibla Priolo     | Ronchetti       | 5       |         |         |                  |                  |                  |                   |                   |                   |                   | 20                |
| 1988-1989       | Enichem Priolo  | Ronchetti       | 7       |         |         |                  |                  |                  |                   |                   |                   |                   | 28                |
| 1990-1991       | Enimont Priolo  | Ronchetti       | 6       |         |         |                  |                  |                  |                   |                   |                   |                   | 4                 |
| 1991-1992       | Enichem Priolo  | Ronchetti       | 12      |         | 172     | 3/12             | 4/9              | 5/8              | 14                | 7                 | 15                |                   | 50                |
| Totale carriera | Totale carriera | Totale carriera | 33      |         | 172     | 3/12             | 4/9              | 5/8              | 14                | 7                 | 15                |                   | 119               |

## Palmarès
- Campionato italiano: 1
Trogylos Priolo: 1988-1989
- Campionato italiano di Serie A2: 1
Trogylos Priolo: 1985-1986